# Monaster Grgeteg
Monaster Grgeteg (serb. cyrylica Гргетег) – prawosławny klasztor w kompleksie Fruškiej Gory. Święto monasteru przypada w dzień Przeniesienia Relikwii św. Mikołaja.
Dokładny czas powstania oraz fundator monasteru nie są znane. Najprawdopodobniej powstał on między upadkiem Despotowiny w 1459 a ostatecznym podporządkowaniem sobie Sremu przez Turków w 1521. W XVI–XVIII w. należał do zamożnych serbskich wspólnot monastycznych, był w stanie wykupić od Turków swoje winnice, ogrody i pola oraz opłacać nałożone przez nich podatki od produkcji rolnej. W 1702 był zamieszkiwany przez 25 mnichów.
W 1739 w klasztorze Grgeteg schronili się mnisi z monasteru Slanci, uciekający z Serbii w granice austriackie z obawy przed Turkami. W tym samym roku do monasteru przeniesiono kilka ikon z kaplicy patriarchów serbskich. Monaster został spalony w czasie wojny turecko-austriackiej w 1688, przez co został całkowicie porzucony. Odbudowę klasztoru podjęto w 1691, kiedy też ponownie osiedlili się w nim mnisi. W 1841 kompleks budynków klasztornych ucierpiał w pożarze, po czym został odnowiony po raz kolejny. W XIX w. wykonano również nowy ikonostas dla głównej cerkwi klasztornej, zastępując dawny, osiemnastowieczny, składający się z 85 ikon, z których do naszych czasów przetrwały dwie.
Na przełomie XIX i XX wieku monaster Grgeteg został całkowicie przebudowany z inicjatywy jego przełożonego, archimandryty Hilariona (Ruvarca). W latach 1902–1904 powstał wykonany z metalu i marmuru ikonostas z 21 ikonami autorstwa Uroša Predicia i drewnianymi carskimi i diakońskimi wrotami. Artysta wykonał ikonostas z naruszeniem niektórych zasad ich tradycyjnego konstruowania: ikony Chrystusa i Matki Bożej znalazły się w drugim rzędzie, nie zaś po obydwu stronach carskich wrót, wizerunek Trójcy Świętej pojawił się w rzędzie świąt, obok ikon Narodzenia Pańskiego i Zmartwychwstania. Całość wieńczy postać Chrystusa na krzyżu.
Wnętrze głównej cerkwi klasztornej nie jest dekorowane freskami o tematyce religijnej, a jedynie malowidłami z motywami florystycznymi. Współczesny wygląd świątynia ta przybrała w czasie restauracji wykonywanej od 1898 do 1901 według planów architekta Hermana Bolea, poświęcenie obiektu miało miejsce 10 czerwca 1901. W czasie II wojny światowej klasztor poważnie ucierpiał. Jego odbudowa była prowadzona stopniowo od 1953 do 1988.